# La Porte du non-retour
La Porte du non-retour est un roman de Michel Peyramaure publié en 2008.

## Résumé
Dans le Médoc en 1818, François, vigneron, écrit son passé. Il est né en 1750. À 15 ans il travaille chez Cohen, armateur échangeant des marchandises contre des Africains. Il va à Saint-Domingue. Il revient et Cohen l'envoie se former à Nantes. En 1868 il va à la Martinique. En 1871 il prend le commandement d'un bateau pour la Guinée. La santé des Noirs est évaluée par des gouteurs de sueur. Ils repartent avec 140 esclaves qu'ils vont vendre aux Antilles. En 1872 il va ouvrir un comptoir sur la côte allemande. Il repart en Afrique en 1876 et voit la porte du non-retour dans la maison des esclaves en attente, leur indiquant qu'ils ne reviendront pas s'ils la passent. Ils livrent à Saint-Domingue. Il repart aux Antilles en 1880. Quand il rentre, son père est mort et lui a laissé un gros héritage. Il refuse de repartir et rédige un mémoire dénonçant la traite des Nègres. Il a Anaïs avec Gabrielle qui meurt 3 ans après. Il replante les vignes de son père.La porte du non retour marque le symbole de la déportation dont la plage d'Ouidah fut le théâtre.